# Río San Pedro (Chili)
Ne doit pas être confondu avec Río San Pedro de Atacama.
Pour les articles homonymes, voir Río San Pedro et San Pedro.
Le río San Pedro est une rivière situé dans la province de Valdivia au sud du Chili. 

## Géographie
Il draine les eaux du lac Riñihue, le dernier des « Siete Lagos » (sept lacs) et se jette dans le río Calle-Calle qui, à son tour, se jette dans le río Valdivia, et qui finit dans la baie de Corral qui donne sur l'océan Pacifique. Situé en territoire Mapuche, son nom précolonial est Wazalafken. Le río San Pedro est connu comme étant un bon lieu pour la pratique de la pêche et celle du rafting. Il existe un projet de construction d'un barrage hydroélectrique du même nom. Les travaux lancés en 2009 par l'entreprise Colbún sont à l’arrêt depuis 2015.